# Ciclo dei giganti
Il Ciclo dei giganti (Giants Series in lingua originale) è una serie di cinque romanzi di fantascienza scritti da James P. Hogan a partire dal 1977. La storia segue la scoperta di come la razza umana abbia avuto origine sul pianeta Minerva, collocato tra Marte e Giove nel sistema solare. Quando Minerva viene distrutto durante una guerra civile, un gruppo di persone migra da una colonia lunare alla Terra e la colonizza. I discendenti di questi coloni dimenticano rapidamente la propria tecnologia e le proprie origini, dando inizio alla attuale prospettiva storica.
Nel secondo libro della serie avviene il primo contatto tra esseri umani ed extraterrestri.

## Romanzi nel ciclo
Il ciclo era inizialmente composto da tre romanzi, poi diventati cinque dopo un'interruzione di parecchi anni:
1. Lo scheletro impossibile (Inherit The Stars, maggio 1977, ISBN 0-345-30107-2), trad. di Beata della Frattina, Urania n. 739, 1978.
2. Chi c'era prima di noi (The Gentle Giants of Ganymede, maggio 1978, ISBN 0-345-29048-8), trad. di Beata della Frattina, Urania n. 765, 1978.
3. La stella dei giganti (Giants' Star, luglio 1981, ISBN 0-3452-8771-1), trad. di Beata della Frattina, Urania n. 931, 1982.
4. Entoverse, ottobre 1991, ISBN 1-85723-002-7, Urania Jumbo n. 1, trad. di Marcello Iatosti, gennaio 2018.
5. Missione su Minerva (Mission to Minerva, gennaio 2005, ISBN 0-7434-9902-6), Urania Jumbo n. 4, trad. di Marcello Iatosti, novembre 2018.

I romanzi della serie sono stati pubblicati nelle raccolte:
- The Minervan Experiment (1982) e The Giant Novels (1991) (libri 1, 2 e 3)
- The Two Moons (2006) (libri 1 e 2)
- The Two Worlds (2007) (libri 3 e 4)